# Palais Meran

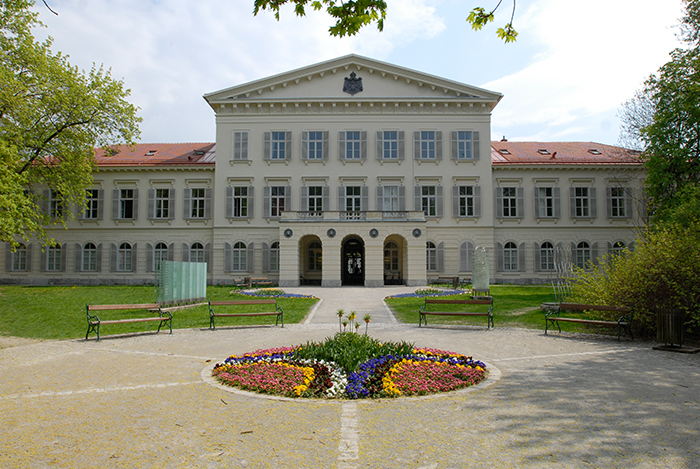
Palais Meran, heute ein Teil der Universität für Musik und darstellende Kunst Graz

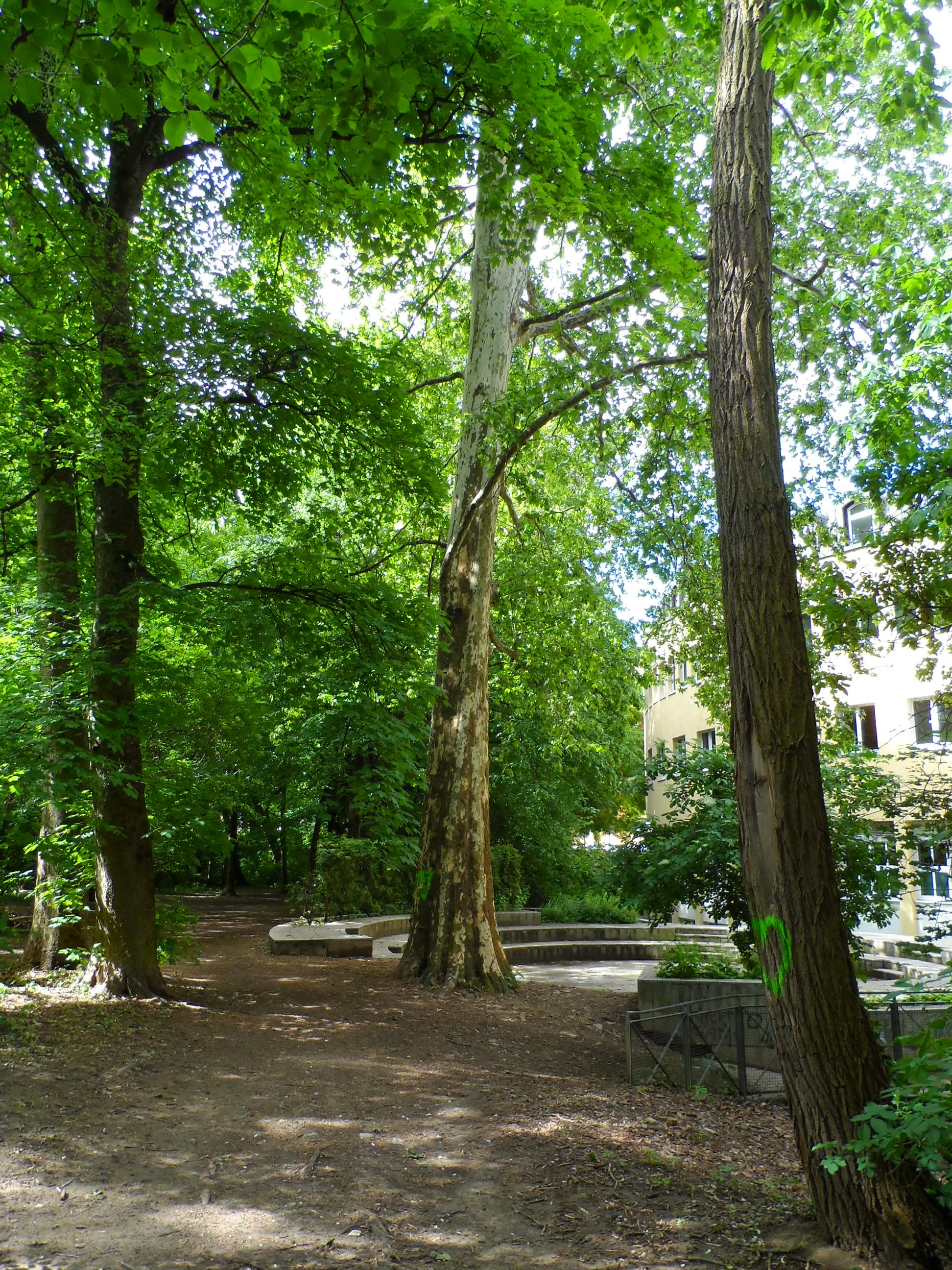
Amphitheater im Meranpark

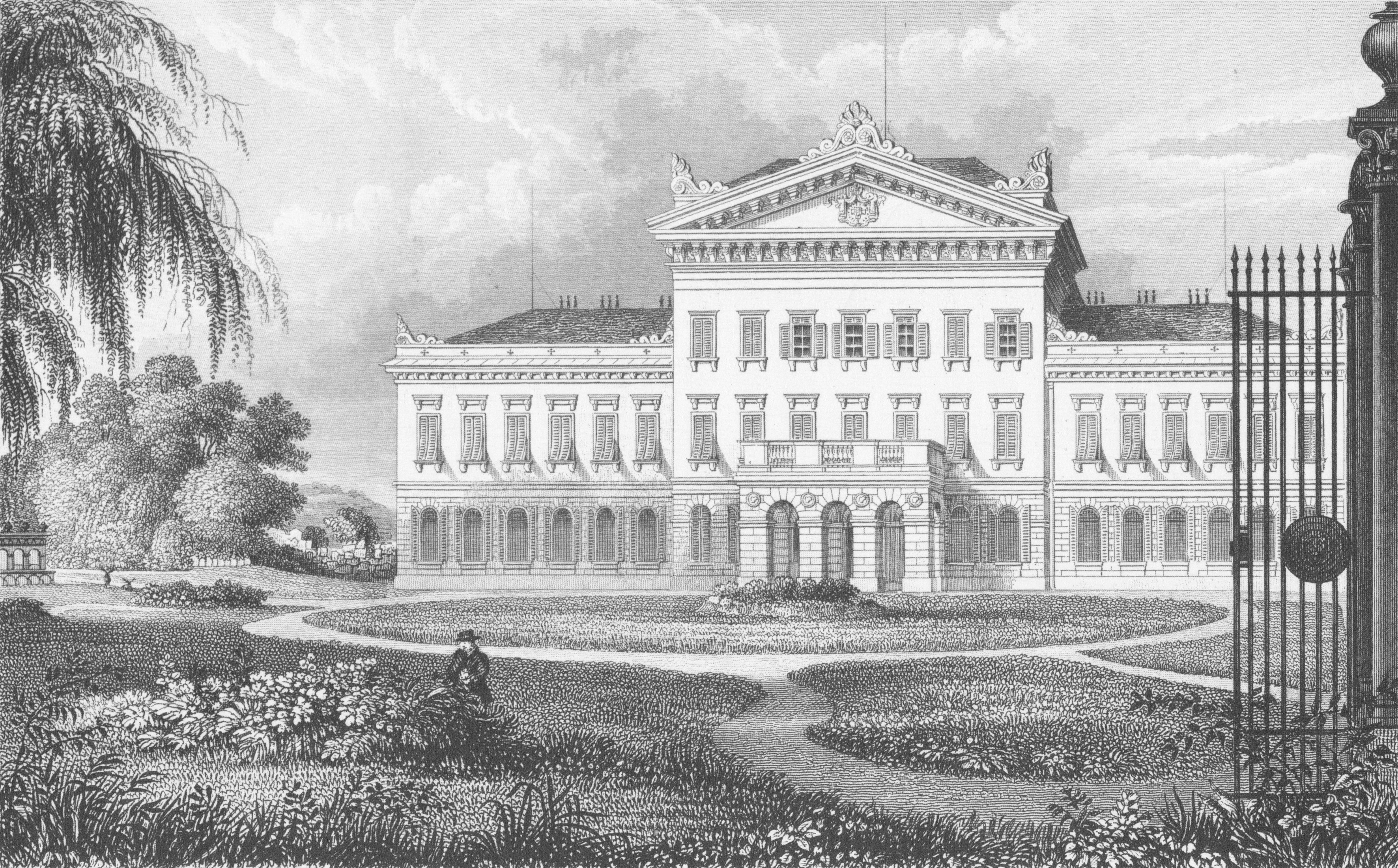
Stahlstich von Conrad Kreuzer

Das Palais Meran ist ein ehemaliges Grazer Palais in der Leonhardstraße im zweiten Stadtbezirk St. Leonhard.

## Geschichte
Das Palais wurde von 1841 bis 1843 von dem Baumeister Georg Hauberrisser sen. als Wohnpalais für Erzherzog Johann errichtet. Dass Hauberrisser mit Sicherheit nicht der entwerfende Architekt war, geht aus dem Übereinkommen zwischen ihm und der „Bauführung“ hervor. Die in der Literatur geäußerten Vermutungen, dass die Fassadenentwürfe und das Konzept für die Innenausstattung von Erzherzog Johann selbst stammen, sind derzeit archivalisch nicht verifizierbar. Eine langandauernde Rolle während des gesamten Baugeschehens in allen Bereichen nahm Felix von Stregen ein.
Das Haus ist von einem großen Park umgeben und wurde auf den Gründen eines ehemaligen Meierhofes erbaut. Der Erzherzog ließ das Grundstück 1834 von seiner Dienstbarkeit befreien und verstarb im Palais Meran am 11. Mai 1859. Benannt wurde es nach seinem Sohn Graf Franz von Meran, der diesen Titel 1844 erhalten hatte.
Nach dem Zubau des Nordtrakts im Jahr 1880 wurde der große Baukörper in den Jahren 1939 und 1963 erweitert. Seit 1963 befindet sich die Universität für Musik und darstellende Kunst Graz in den Räumlichkeiten.

## Architektur
Das Palais wurde im Stil des Spätklassizismus errichtet. Es besitzt eine langgestreckte Schauseite. Die schmiedeeisernen Tür-Gitterflügel stammen aus der Bauzeit. Am Giebel ist das Wappen des Erzherzogs Johann angebracht. Das dreischiffige Vestibül besteht aus drei Jochen und besitzt ein Platzlgewölbe auf Pfeilern. Der Festsaal im 1. Stock ist mit einer Stuccolustro-Wandgliederung, einer Holzdecke mit Schnitzereien und diversen Wappenbildern versehen.